# Рот, Тим
Тим Рот (англ. Tim Roth), настоящее имя и фамилия — Ти́моти Са́ймон Смит (англ. Timothy Simon Smith, род. 14 мая 1961, Лондон) — британский актёр, кинорежиссёр и кинопродюсер. Номинант на премии «Оскар» и «Золотой глобус», номинант и обладатель премии BAFTA. Наиболее знаменит своей дружбой и многолетним сотрудничеством с кинорежиссёром Квентином Тарантино, у которого он сыграл свои самые известные роли в таких кинокартинах, как «Бешеные псы», «Криминальное чтиво», «Четыре комнаты» и «Омерзительная восьмёрка», а также по фильмам «Легенда о пианисте», «Розенкранц и Гильденстерн мертвы» и по сериалу «Обмани меня».

## Биография
Тимоти Саймон Смит родился в Лондоне. Его отец Эрни был журналистом, а мать Энн — художницей-пейзажисткой. Во время Второй мировой войны, частично, чтобы скрыть свою национальность, оказавшись в фашистской Италии, частично из уважения к жертвам Холокоста, его отец, родившийся в Нью-Йорке в семье британских иммигрантов с ирландскими корнями, и бывший до 1970-х годов коммунистом, изменил фамилию на «Рот».
Закончив старшую школу, Тим пошёл учиться в Кэмберуэлльскую художественную школу (Лондон) на скульптора. Его теледебют состоялся в 21 год — он сыграл скинхеда-расиста в ТВ-фильме «Сделано в Британии». На большом же экране он появился уже в 1984-м, сыграв наёмного убийцу в «Стукаче» Стивена Фрирза с Теренсом Стампом и Джоном Хёртом, и получил премию Evening Standard как лучший дебютант. Имея такое признание, он до конца 1980-х появился ещё в нескольких авторских фильмах. В частности, в «Поваре, воре, его жене и её любовнике» Питера Гринуэя.
В 1990-е гг. Рот начал привлекать к себе международное внимание, снимаясь в таких ролях, как Винсент Ван Гог в фильме «Винсент и Тео» Роберта Олтмена и «Розенкранц и Гильденстерн мертвы» Тома Стоппарда.
Рот произвёл впечатление на Квентина Тарантино, и тот взял его на роль Мистера Оранжевого в свой фильм «Бешеные псы» (1992). Эта роль открыла Роту дорогу для дальнейшей работы в Голливуде. В 1994 году Тарантино пригласил его на роль грабителя Ринго (Тыковки) в «Криминальном чтиве». В 1995 году они снова работали вместе на фильме «Четыре комнаты».
Рот вернулся на путь успеха, сыграв английского дворянина Арчибальда Каннингэма в фильме «Роб Рой». За эту роль он получил номинацию на «Оскар» как лучший актёр второго плана, номинацию на «Золотой глобус» и награду Британской киноакадемии.
В 1996 году он пошёл по другому пути, сыграв вместе с Дрю Бэрримор и Вуди Алленом в музыкальной комедии «Все говорят, что я люблю тебя», где он понравился зрителям своим комическим талантом и вокальными данными (все песни Рот исполнял сам).
Также он сыграл Дэнни Будмэна Т. Д. Лемона 1900 (или просто 1900) в фильме «Легенда о пианисте».
В 1999 году он дебютировал как режиссёр, сняв «Зону военных действий», фильм по роману Александра Стюарта. В 2001 году он сыграл генерала Тэйда в «Планете обезьян» Тима Бёртона.
Исполнил роль главного героя, доктора Кэла Лайтмана, в телесериале «Обмани меня». Занимался продюсированием третьего сезона этого сериала.

### Личная жизнь
В Англии Тим Рот жил вместе с Лори Бейкер. В 1984 году она родила ему сына Джека. Развёлся, когда решил переехать жить в США. Позднее он забрал Джека к себе. Джек Рот сыграл Тима Стаффела в фильме «Богемская рапсодия».
В 1992 году на кинофестивале в Сандэнсе Тим познакомился с дизайнером Никки Батлер. 25 января 1993 года они поженились. У Тима и Никки двое сыновей: Тимоти Хантер, родившийся в 1995 году, и Майкл Кормак, появившийся на свет в 1996 году. Кормак, музыкант, умер 16 октября 2022 года в возрасте 25 лет от рака половых клеток.
Младшие сыновья названы в честь любимых писателей Тима и Никки: Хантера Томпсона и Кормака Маккарти.

## Фильмография

### Актёр
| Год       |     | Русское название                                                | Оригинальное название                                                               | Роль                                        |
| --------- | --- | --------------------------------------------------------------- | ----------------------------------------------------------------------------------- | ------------------------------------------- |
| 1982      | ф   | Сделано в Британии                                              | Made in Britain                                                                     | Трэвор                                      |
| 1984      | ф   | Тем временем                                                    | Meantime                                                                            | Колин                                       |
| 1984      | ф   | Стукач                                                          | The Hit                                                                             | Мирон                                       |
| 1985      | тф  | Детективы Агаты Кристи: Зеркальное убийство                     | Murder with Mirrors                                                                 | Эдгар Лоусон                                |
| 1985      | ф   | Возвращение в Ватерлоо                                          | Return to Waterloo                                                                  | мальчик-панк                                |
| 1986—1986 | с   | Король гетто                                                    | King of the Ghetto                                                                  | Мэтью Лонг                                  |
| 1988      | ф   | Дважды во времени                                               | Twice Upon a Time                                                                   | имя персонажа неизвестно                    |
| 1988      | ф   | Разделённый мир                                                 | A World Apart                                                                       | Гарольд                                     |
| 1988      | мтф | Современный мир: Десять Великих Авторов: «Процесс» Франца Кафки | The Modern World: Ten Great Writers: Season 1, Episode 10 Franz Kafka's 'The Trial' | Франц Кафка / Йозеф К.                      |
| 1988      | ф   | Убить священника                                                | To Kill a Priest                                                                    | Феликс                                      |
| 1989      | ф   | Повар, вор, его жена и её любовник                              | The Cook, the Thief, His Wife & Her Lover                                           | Митчел                                      |
| 1990      | ф   | Винсент и Тео                                                   | Vincent & Theo                                                                      | Винсент Ван Гог                             |
| 1990      | ф   | Розенкранц и Гильденстерн мертвы                                | Rosencrantz & Guildenstern Are Dead                                                 | Гильденстерн                                |
| 1990      | ф   | Фарендж                                                         | Farendj                                                                             | Антон                                       |
| 1991      | ф   | Отступничество                                                  | Backsliding                                                                         | Том Уиттон                                  |
| 1992      | ф   | Танец на могиле                                                 | Jumpin’ at the Boneyard                                                             | Менни                                       |
| 1992      | ф   | Бешеные псы                                                     | Reservoir Dogs                                                                      | мистер Оранжевый (Фредди Ньюэндай)          |
| 1993      | ф   | Идеальный муж                                                   | El Marido perfecto                                                                  | Милан Моравиц                               |
| 1993      | ф   | Тела, покой и движение                                          | Bodies, Rest & Motion                                                               | Ник                                         |
| 1993      | тф  | Убийство в Хартлэнде                                            | Murder in the Heartland                                                             | Чарльз Старквезер                           |
| 1994      | ф   | В западне                                                       | Captives                                                                            | Филипп Чейни                                |
| 1994      | ф   | Криминальное чтиво                                              | Pulp Fiction                                                                        | Тыковка / Ринго                             |
| 1994      | ф   | Маленькая Одесса                                                | Little Odessa                                                                       | Джошуа «Джош» Шапира                        |
| 1994      | тф  | Сердце тьмы                                                     | Heart of Darkness                                                                   | Марлоу                                      |
| 1995      | ф   | Роб Рой                                                         | Rob Roy                                                                             | Арчибальд Каннингем                         |
| 1995      | ф   | Четыре комнаты                                                  | Four Rooms                                                                          | портье Тэд                                  |
| 1996      | ф   | —                                                               | Mocking the Cosmos                                                                  | Миродемнон / Мирон                          |
| 1996      | ф   | Все говорят, что я люблю тебя                                   | Everyone Says I Love You                                                            | Чарльз                                      |
| 1996      | ф   | Нет пути домой                                                  | No Way Home                                                                         | Джой                                        |
| 1997      | ф   | Гангстер                                                        | Hoodlum                                                                             | Голландец Шульц                             |
| 1997      | ф   | В тупике                                                        | Gridlock’d                                                                          | Александр «Стрэтч» Роуланд                  |
| 1997      | ф   | Детектор лжи                                                    | Deceiver                                                                            | Джеймс Уолтер Вайленд                       |
| 1997      | ф   | Звери и хозяин заставы                                          | Animals with the Tollkeeper                                                         | Генри                                       |
| 1998      | ф   | Легенда о пианисте                                              | Legend of 1900                                                                      | Денни Будман Т. Д. Лемон Тысяча Девятисотый |
| 2000      | ф   | Ватель                                                          | Vatel                                                                               | маркиз де Лозен                             |
| 2000      | ф   | Отель «Миллион долларов»                                        | The Million Dollar Hotel                                                            | Иззи Голдкисс                               |
| 2000      | ф   | Счастливые номера                                               | Lucky Numbers                                                                       | Джиг                                        |
| 2001      | ф   | Мушкетёр                                                        | The Musketeer                                                                       | Фебре                                       |
| 2001      | ф   | Непобедимый                                                     | Invincible                                                                          | Эрик Ян Хануссен, Герман Штайншнайдер       |
| 2001      | ф   | Планета обезьян                                                 | Planet of the Apes                                                                  | Тэйд                                        |
| 2002      | ф   | Чёрная метка                                                    | Emmett’s Mark                                                                       | Джон Харрет                                 |
| 2003      | ф   | Всё, что мы делаем                                              | Whatever We Do                                                                      | Джо                                         |
| 2003      | ф   | Убить короля                                                    | To Kill a King                                                                      | Оливер Кромвель                             |
| 2004      | ф   | С этим                                                          | With It                                                                             | «Цыплёнок Луи» Фарнателли                   |
| 2004      | ф   | Страна надежды                                                  | The Beautiful Country                                                               | Капитан О                                   |
| 2004      | ф   | Серебряный город                                                | Silver City                                                                         | Митч Пейн                                   |
| 2004      | ф   | Новая Франция                                                   | Nouvelle-France                                                                     | Уильям Питт                                 |
| 2005      | ф   | Входите без стука                                               | Don’t Come Knocking                                                                 | Саттер                                      |
| 2005      | ф   | Последний знак                                                  | The Last Sign                                                                       | Джереми Макфарлейн                          |
| 2005      | ф   | Тёмная вода                                                     | Dark Water                                                                          | Джеф Платцер                                |
| 2006      | ф   | Крупная ставка                                                  | Even Money                                                                          | Виктор                                      |
| 2006      | ф   | Цунами                                                          | Tsunami                                                                             | Ник Фрейзер                                 |
| 2007      | ф   | Территория девственниц                                          | Virgin territory                                                                    | Джербино                                    |
| 2007      | ф   | Молодость без молодости                                         | Youth Without Youth                                                                 | Доминик Матей                               |
| 2007      | ф   | Забавные игры                                                   | Funny Games                                                                         | Джордж Фарбер                               |
| 2008      | ф   | Невероятный Халк                                                | The Incredible Hulk                                                                 | Эмиль Блонски / Мерзость                    |
| 2009      | ф   | Морской волк                                                    | Der Seewolf                                                                         | Тод Ларсен                                  |
| 2009      | ф   | Скеллиг                                                         | Skellig                                                                             | Скеллиг                                     |
| 2009      | ф   | Король-завоеватель                                              | King Conqueror                                                                      | король Хайме I                              |
| 2009—2011 | с   | Обмани меня                                                     | Lie To Me                                                                           | доктор Кэл Лайтман                          |
| 2010      | ф   | Пит Смаллс мёртв                                                | Pete Smalls Is Dead                                                                 | Пит Смалс                                   |
| 2012      | ф   | Порочная страсть                                                | Arbitrage                                                                           | детектив Майкл Брайер                       |
| 2012—2012 | с   | Человек с ножом                                                 | Knifeman                                                                            | врач-хирург Джон Татерселл                  |
| 2012      | ф   | Сломленные                                                      | Broken                                                                              | Арчи                                        |
| 2012      | ф   | Должник                                                         | The Liability                                                                       | Рой                                         |
| 2013      | ф   | Мёбиус                                                          | Möbius                                                                              | Иван Ростовский                             |
| 2013      | ф   | Принцесса Монако                                                | Grace Of Monaco                                                                     | Князь Ренье                                 |
| 2014      | с   | Клондайк                                                        | Klondike                                                                            | Граф                                        |
| 2014      | ф   | Пьющие абсент                                                   | The Absinthe Drinkers                                                               | Gautier                                     |
| 2014      | ф   | Октябрьский шторм                                               | October Gale                                                                        | Том                                         |
| 2014      | ф   | Лига мечты                                                      | United Passions                                                                     | Йозеф Блаттер                               |
| 2014      | ф   | Сельма                                                          | Selma                                                                               | Джордж Уоллес                               |
| 2015      | ф   | 600 миль                                                        | 600 Millas                                                                          | Хэнк Харрис                                 |
| 2015      | ф   | Хроник                                                          | Chronic                                                                             | Дэвид                                       |
| 2015      | ф   | Омерзительная восьмёрка                                         | The Hateful Eight                                                                   | Освальдо Мобрей/Питер Хикокс                |
| 2015      | ф   | Мой парень – киллер                                             | Mr. Right                                                                           | мистер Хоппер                               |
| 2016      | ф   | Хардкор                                                         | Hardcore Henry                                                                      | отец Генри                                  |
| 2017      | ф   | 1 миля до тебя                                                  | 1 Mile to You                                                                       | тренер Джаред                               |
| 2017      | с   | Твин Пикс                                                       | Twin Peaks: The Return                                                              | Гэри «Хатч» Хатченс                         |
| 2017      | с   | Стальная звезда                                                 | Tin Star                                                                            | Джим Уорт                                   |
| 2018      | ф   | Аферисты поневоле                                               | The Con Is On                                                                       | Питер                                       |
| 2018      | ф   | Падре                                                           | The Padre                                                                           | Падре                                       |
| 2019      | док | Однажды... Тарантино                                            | QT8: The First Eight                                                                | в роли самого себя                          |
| 2019      | ф   | Люс                                                             | Luce                                                                                | Питер Эдгар                                 |
| 2019      | ф   | Песня имён                                                      | The Song of Names                                                                   | Мартин Симмондс                             |
| 2021      | ф   | Ограбление по-джентльменски                                     | Misfits                                                                             | Шульц                                       |
| 2021      | ф   | Остров Бергмана                                                 | Bergman Island                                                                      | Тони                                        |
| 2021      | ф   | Шан-Чи и легенда десяти колец                                   | Shang-Chi and the Legend of the Ten Rings                                           | Эмиль Блонски / Мерзость                    |
| 2021      | ф   | Закат                                                           | Sundown                                                                             | Нил Беннет                                  |
| 2022      | ф   | Воскрешение                                                     | Resurrection                                                                        | Дэвид Мур                                   |
| 2022      | ф   | Святым тут не место                                             | There Are No Saints                                                                 | Карл Абрахамс                               |
| 2022      | ф   | Удар                                                            | Punch                                                                               | Стэн                                        |
| 2022      | с   | Женщина-Халк: Адвокат                                           | She-Hulk: Attorney at Law                                                           | Эмиль Блонски / Мерзость                    |
| 2024      | ф   | Совершенно секретно                                             | Classified                                                                          | Кевин Англер                                |
| 2025      | ф   | Торнадо                                                         | Tornado                                                                             | Шугармен                                    |

### Режиссёр
| Год         |   | Русское название      | Оригинальное название | Роль     |
| ----------- | - | --------------------- | --------------------- | -------- |
| 1999        | ф | Зона военных действий | The War Zone          | режиссёр |
| Не закончен | ф | Король Лир            | King Lear             | режиссёр |

## Премии и награды

### Награды
- Премия Британской киноакадемии
  - 1996 — Лучшая мужская роль второго плана, за фильм «Роб Рой»
- Премия Европейской киноакадемии
  - 1999 — Европейское открытие года, за фильм «Зона военных действий»

### Номинации
- Премия «Оскар»
  - 1996 — Лучшая мужская роль второго плана, за фильм «Роб Рой»
- Премия «Золотой глобус»
  - 1996 — Лучшая мужская роль второго плана, за фильм «Роб Рой»
- Премия Британской киноакадемии
  - 1985 — Самый многообещающий дебютант, за фильм «Стукач»